# Harald Slott-Møller
Georg Harald Slott-Møller (født 17. august 1864 i København, død 20. oktober 1937 i samme by) var en dansk maler og keramiker gift med maleren Agnes Slott-Møller. Harald Slott-Møller var søn af købmand Carl Emil Møller og Anna Maria født Møller.
Harald Slott-Møller blev i 1880'erne anset for at være et af naturalismens største kunstneriske talenter og en af Det Moderne Gennembruds foregangsmænd. Han gennemgik malerisk og motivisk en markant udvikling fra det socialrealistiske billede Fattigfolk i dødens venteværelse, 1886, (et maleri Slott-Møller sidenhen fornægtede) over Foråret fra 1896, som er tydeligt symbolistisk inspireret. Maleriet Foråret blev Slott-Møller inspireret til på en rejse til Paris i foråret 1895, hvor han sammen med sin kone besøgte katedraler og museer og så tidlig renæssancekunst. Han var ofte ude af trit med sin samtid, der i højere grad var orienteret mod impressionismen. På sine gamle dage malede han hovedsagelig religiøse billeder som De hellige tre konger og Bebudelsen, men også en række nationalt orienterede værker med forbindelse til Genforeningen i 1920.

## Karriere

### Uddannelse
Harald Slott-Møller kom i malerlære hos Adolph Hellesen. Han fik tegneundervisning på Det tekniske Selskabs Skole og hos Otto Bache. Slott-Møller modtog undervisning på Det Kongelige Danske Kunstakademi efter forberedelse af Carl Andreas Jensen fra december 1881 til 1883 og forsatte derefter på Kunstnernes Frie Studieskoler hos P.S. Krøyer 1883-86 og debuterede på Charlottenborg Forårsudstilling i 1886.

### Studie- og bryllupsrejse
Efter borgerlig vielse den 22. maj 1888 på Københavns Rådhus med Agnes, hvis forlover var Georg Brandes, tog de på studie- og bryllupsrejse til Italien. Efter kunsthistorikeren Julius Langes råd tog de over Berlin, Dresden og München til Verona, Vicenza, Padua, Venedig, Firenze og Rom. Julius Langes råd var: "I skal tage til Italien, der gror Kunstens gamle Hovedstamme og den skal I først lære at kende". Det var ellers i tidens ånd at tage til Paris, hvor modernismen blomstrede. Denne studierejse fik meget langtrækkende betydning for begge kunstneres udvikling. På turen mødte de den unge italienske renæssancekunst. Det fik dem til den erkendelse, at de måtte erstatte det naturalistiske maleri med det digteriske og monumentale udtryk.
Dog lagde de vejen hjem over Paris og så verdensudstilling. Her mødtes de med en lang række af de førende danske kunstnere P.S. Krøyer, Michael Ancher, Laurits Tuxen, Theodor Philipsen og Marie Krøyer.

### Herregårdsliv og venskaber
Aftenen efter brylluppet tog Agnes og Harald Slott-Møller med tog til Kaløvig for senere at tage til Henneberg Ladegård ved Fredericia sammen med Marie Krøyer. De blev budt til middag hos Thyge de Thygeson på godset Damgård. Et livslang venskab opstod til dennes adoptivdatter, Charlotte Trap de Thygeson. Stedet besøgte de flere gange efter Slott-Møllers eget udsagn i 1898 de 10 følgende somre. Egnen omkring Lillebælt besøgte de igen sommeren 1890, denne gang var stedet Anne Marie Carl Nielsen barndomshjem Thygesminde sydøst for Kolding, hvor de boede på kroen i Stenderup. I sommeren 1897 slog de sig ned på den fynske side af Lillebælt ved Teglgård. Ligeledes har de haft ophold a flere gange på Fænø. Malerparret Slott-Møller opnår gennem disse ophold et nært venskab med både Marie og P.S. Krøyer samt med Carl Nielsen og Anne Marie Carl Nielsen.

### Den frie Udstilling
De unge oplevede flere gange at få deres billeder kasseret på den censurerede Forårsudstilling på Charlottenborg, og i protest mod Charlottenborg dannede de deres egen kunstnersammenslutning. Sammen med Johan Rohde, der var initiativtager og organisator, dannede Agnes og Harald Slott- Møller sammen med J.F. Willumsen, Vilhelm Hammershøi og Christian Mourier-Petersen Den frie Udstilling i 1891. Åbningsudstillingen i Kleis' Kunsthandel på Vesterbrogade blev en stor succes med mere end 20.000 besøgende fra 26. marts til 10. maj og gav overskud.
Slott-Møller vakte i 1891 opsigt med en ny retning i sin kunst, der blandede symbolisme og naturalisme. I 1891 malede han Dansk landskab, i 1895 Tre kvinder. Sommeraften og Foråret i 1896. De adskiller sig fra, hvad der ellers er malet i Danmark, og har medvirket til at Harld Slott-Møllers navn trods alt aldrig er blevet glemt. Det, der karakteriserer disse værker, er stiliseringen, den dekorative fladevirkning og sammenblandingen af materialer, de lyse farver og det symbolske indhold og de specielle rammer i Skønvirke-stil, der spiller sammen med maleriets indhold. 
I 1898 forlod parret Slott-Møller Den frie Udstilling i protest.

### Kunsthåndværk
På den frie udstilling vistes på lige fod med malerier og skulpturer også dekorative arbejder. Det var Slott-Møller stærkt impliceret i: Slott-Møller udstillede fra 1894 kunsthåndværk. Efter Slott-Møllers opfattelse skulle kunsten - etisk og æstetisk - være bindeleddet mellem det åndelige og dagliglivet, og kunsthåndværket står centralt i hans produktion. Hans kunsthåndværk indeholder en utrolig iderigdom. Fra emner som en vugge over sennepskrukke til smykker og servantestel viser de en idé, stil og humor, som virker overraskende taget hans tørre fremstillinger i maleriet i betragtning.

### Aluminia
Slott-Møller mestrede adskillige teknikker: han kunne skære i træ og elfenben, ciselere og modellere sølvarbejder og smykker og tegne udkast til møbler og smykker. Disse evner som formgiver gjorde, at han blev kunstnerisk leder af fajancefabrikken Aluminia 1902-06. Samme år havde fabrikken fået ny direktør, Frederik Dalgas, der startede en produktion af kunstfajance med hjælp fra Slott-Møller og Christian Joachim. Aluminia havde succes, medens Slott-Møller var ansat, og fabrikken vandt internationale priser og anerkendelse, men hans og Joachims intentioner var forskellige, og i sommeren 1906 stoppede Slott-Møller på Aluminia.

### Inspiration
Som hustruen var Slott-Møller fra den første rejse til Italien optaget især af landets middelalderlige kunst og af Middelalderen i det hele taget. Lige som mytedannelse og -fortolkning og tanken om Gesamtkunstværket optog dem meget.
I 1896 rejste de over Hamborg, hvor de besøgte Holger Drachmann, og til England. I London så de udstillinger af de prærafaelitiske kunstnere Dante Gabriel Rossetti, William Holman Hunt og sir Edward Burne-Jones, de besøgte også William Morris' værksteder i Merton Abbey. Gennem tidsskriftet The Studio havde de lært de prærafaelititiske kunstnere at kende. De blev stærkt påvirket af de engelske prærafaelitters kunstsyn, hvor æstetik, ideologi og moral var uadskillelige størrelser.

## Bondemalerstriden
Bondemalerstriden udspillede sig som en avispolemik i Politiken fra 14. april til 9. juli 1907 og gav Fynboerne en stærk position på samtidens danske kunstscene. Striden begyndte med afvisningen af et af Gerda Wegeners kvindeportrætter på både Charlottenborg og Den Frie Udstilling. Portrættet var af forfatter Aage von Kohls hustru, Ellen Levinsen. Foranlediget af denne afvisning skrev Gudmund Hentze en kronik i Politiken. Han blev forsvaret af Harald og Agnes Slott-Møller. De holdt på den forfinede hovedstadskultur mod Karl Madsen, der tog Fynboernes parti, idet de malede livet på landet, som det var.
Striden medførte, at Gudmund Hentze i de danske kunstkredse blev persona non grata, og hans kunstsyn blev af de fleste unge kunstnere anset som bagstræberisk og reaktionært. Ægteparret Slott-Møller blev helt isoleret i det officielle kunstliv efter striden.

## Sønderjylland og Genforeningen
Harald Slott-Møller er kendt for sine portrætter af fremtrædende sønderjyder og sydslesvigere, som er ophængt i Flensborghus i Flensborg. Portrætterne fremstår med individuelle baggrunde: et landskab eller nogle karakteristiske bygninger. Portrætterne blev købt for indsamlede penge til Kunstnergaven til Sønderjylland, nogle af de penge der var indsamlet, da 1. Verdenskrig brød ud.
Slott-Møller tegnede afstemningsplakater til Folkeafstemningen om Slesvigs tilhørsforhold.
Han og Agnes tegnede Dybbølmærket. Slott-Møller malede Den internationale kommission for Slesvig i 1920. Kommissionen blev nedsat efter afslutningen af 1. Verdenskrig med det formål at gennemføre en folkeafstemning i den nordlige del af det historiske hertugdømme Slesvig for at afgøre områdets fremtidige tilhørsforhold til enten Danmark eller Tyskland, billedet hænger i dag på Christiansborg.
Slott-Møller donerede maleriet Pigen, der finder guldhornet fra 1906, til Kunstnergaven til Sønderjylland.

## Omdømme gennem tiden
Parret Slott-Møller brød med Den frie Udstilling i 1900 på grund af kunstneriske uoverensstemmelser, og begge udstillede fra 1904 igen på Charlottenborg. Kritikken endte med at vurdere Slott-Møllers kunstsyn som konservativt og hans talent som svindende. Efter bondemalerstriden i 1907 blev de helt isoleret.
Forholdet til kolleger og kritikere var herefter præget af uforsonlig stemning og bitterhed fra parret Slott-Møllers side, som nok har påvirket den faglige kritik af deres værker. Slott-Møller kunstneriske virke efter århundredskiftet må beskrives som kvalitetsmæssig ujævn, hvor en række gode billeder gennem årene veksler med romantisk-sødladne eller fortænkte motiver og herregårdsinteriører. Det var da også i herregårdsmiljøet og i nationalpolitisk engagerede kredse, at parret fra 1910erne fandt interesse for deres arbejder, ligesom deres stærke nationale engagement gav bestillingsopgaver gennem en årrække. Fra at have været en miskendt kunstner, som kunsthistorikerne fandt det pinligt at beskæftige sig med i 1970'erne, er Slott-Møllers værker nu populære. Det ideologiske fundament med udgangspunkt i en intellektuel kunstopfattelse, der var den egentlige baggrund for samtidens hårde dom over parret, var, set med eftertidens øjne, deres styrke og er en væsentlig baggrund for de senere års interesse for deres arbejde.

## Gravsted
Han ligger begravet på Holmens Kirkegård i København sammen med sin hustru Agnes Slott-Møller og datteren Lykke Slott-Møller.

## Produktion

### Værker
- Model i Atelieret, 1880'erne, Skagens Museum
- Min hustru, 1887, Fuglsang Kunstmuseum
- Fattigfolk, i dødens venteværelse, 1888, Statens Museum for Kunst
- Georg Brandes på Universitetets talerstol, 1889, tilhører Det Kongelige Bibliotek, gentagelse fra 1890 i Detroit Institute of Arts, købt i 1991 på auktion hos Christie's[21]
- Ung pige i sort kjole, 1890, Vejen Kunstmuseum
- Pige i kiste, 1890, Nationalmuseets 3. afdeling
- Adam og Eva, 1891, Statens Museum for Kunst
- Anne Marie Brodersen, 1890/1891, Carl Nielsen Museet
- Dansk landskab, 1891, Den Hirschsprungske Samling, en anden version fra samme år i privateje permanent udlånt til Statens Museum for Kunst
  - Dansk Landskab findes i to udgaver og forskellige teknikker det andet i privateje[22][23]
- Diana, 1891, Göteborgs konstmuseum
- Sankt Hubertus, 1891, Göteborgs konstmuseum
- Marmorhaven i Fredensborg, 1893[24]
- Tre kvinder, sommeraften, 1895, Den Hirschsprungske Samling
- Foråret, 1896, Den Hirschsprungske Samling
- Asketen og de to græske Piger, udstillet på Den Frie i 1897, privateje
- Fra Fiesole, henimod aften, 1900, Den Hirschsprungske Samling
- Primavera, 1900/1901, KUNSTEN Museum of Modern Art Aalborg
- Havfruebørn 1901,
- Sejlskib i måneskin, Kolding Fjord ved nattetide, 1902, Vejen Kunstmuseum
- Portræt af kunstnerens hustru, 1903[25]
- Skt. Hans aften ved Vejle Fjord, 1904, Vejle Kunstmuseum
- Portræt af skuespilleren Valdemar Willumsen, 1905, Roskilde Museum
- Paolo og Francesca i helvede, Paolo og Francesca eller Paolo og Francesca. Dante: Den guddommelige komedie, 5. sang., 1905, privateje, dep. Statens Museum for Kunst[26]
- Pigen, der finder guldhornet, 1906, Haderslev Museum
- Helge Rode, 1907, Det Nationalhistoriske Museum på Frederiksborg Slot[27]
- Trækfuglene, 1909, privateje[28]
- Dameportræt, 1910[29]
- I de lyse nætter, 1911[30]
- Digteren, 1912
- Morgenkaffen, 1913[31]
- Himmelsengen, 1913[32]
- Scener fra Sankt Georgs liv, 1914, privateje
- De sidste gæster, 1915, privateje
- Havestuen på Langesø, 1916[33]
- Den himmelske og den jordiske kærlighed, 1916, privateje[34]
- Landligt gæsteværelse. Sommernat, 1917[35]
- 12 portrætter af sønderjyder og sydslesvigere, 1920-23, Flensborghus[36][37]
  - Kristiane Fischer[38]
  - Andreas Grau[39]
  - Detlef Thomsen[40]
  - Johannes Andersen[41]
  - Holger Andersen[42]
  - Peter Grau[43]
  - Adolph Svensson
  - Cornelius Petersen
  - Hans Didrik Kloppenborg-Skrumsager
  - Peter Lassen[44]
  - Henrik Lassen[45]
  - Ernst Christiansen
- Skt. Hansblus, ca. 1920, Roskilde Museum
- Herregaardstrappen, 1920[46]
- September. Måneskin, 1920[47]
- Den internationale kommission for Slesvig, 1920, Folketinget, forarbejde Museet på Koldinghus
- Tyren, 1922[48]
- Dameportræt, 1921[49]
- Portræt af Sigrid Undset, 1923, H. Aschehoung & Co.
- Selvportræt, 1924, Galleria degli Uffizi, Firenze
- De hellige tre konger, 1925, KFUM, København
- Daniel i løvekulen, 1925[6]
- Bebuddelsen, 1928/1929, Herlufsholm skole og gods
- Frugtbarheden, 1930
- Peder Oxes gang. Herregaarden Lögismose, 1932[50]
- Agnes Slott-Møller, 1933-34, Charlottenborg

#### Værker med ukendt datering
Hjælp gerne med datering.
- Dobbeltportræt af Anne Marie Brodersen, gift Carl Nielsen og Suzette Skovgaard, gift Holten, årstal ukendt, Vejen Kunstmuseum
- Udsigt over vandet, skumring, ukendt årstal, KUNSTEN Museum of Modern Art Aalborg
- Amor og Venus, årstal ukendt, solgt på Bruun Rasmussen Kunstauktioner 10. september 2012[51]
- Ung pige med blomster i håret siddende på et gærde, årstal ukendt, solgt på lauritz.com[52]

### Kunsthåndværk
- Vugge, 1893, Kunstindustrimuseet
- Nakkekam, 1893, Kunstindustrimuseet
- sølvbæger med motiv fra Et Folkesagn, 1897
- Helena-smykket, 1898, Kunstindustrimuseet
- håndspejl, Kunstindustrimuseet
- udkast til dekorationer bl.a. til Københavns Rådhus

### Brugsgenstande fra Aluminia (1902-06)
- sølvopsats til Christian X og dronning Alexandrine (senest 1923)
- Stellet "Guldregn"

### Andet arbejde
- 1896, illustrerede børnebogen Tordenskjold af Ernst von der Recke, Nordisk Forlag
- 1905, Plakat til Politiken, Nyt Format[53]
- 1920/1921, Dybbølmærket tegnet sammen Agnes Slott-Møller[54]
- 1920, tegnede en Genforeningsmedalje[55]
- 1920, Dansk afstemnings plakat (med tysk tekst)[56]
- 1920 Flere afstemningsplakater deriblandt: 14. März med et Dannebrogsflag dalende ned over Flensborg[57][58]

### Skriftlige arbejder
- 1909 artiklen "Forklaring og Forsvar" i Tilskueren
- 1910, Opløsning : impressionismen og dens jordbrud
- 1910-11, artiklen "Sandheden,hele Sandheden og intet andet end Sandheden" i Gads danske Magasin
- 1917, Kunstens kilder
- 1934, 60 Autotypier i Tontryk efter Fotografier af Originalerne af Harald og Agnes Slott-Møller

## Gengivelser af Harald Slott-Møller
- Han er portrætteret på et dobbeltportræt (Ude eller Kammerater, 1886) af Harald og Agnes Slott-Møller, malet af begge i forening.
- Selvportræt på maleriet Trækfuglene (1909, studietegning hertil samme år).
- Selvportræt i Galleria degli Uffizi i Firenze 1924 (malet forstudie samme år).
- Tegning af Agnes Slott-Møller 1887 og af Karl Jensen (Frederiksborgmuseet) samt af Rasmus Christiansen, Viggo Afzelius og Herluf Jensenius.

## Hæder
- 1893, Den Hielmstierne-Rosencroneske Stiftelse
- 1897, 1899, 1905 Akademiets pris
- 1900, bronzemedalje Verdensudstillingen i Paris
- 1909, Det anckerske Legat
- 1919. Ridder af Dannebrog

## Galleri
- Harald Slott-Møller, Georg Brandes forelæser på Københavns Universitet, 1889,
- Harald Slott-Møller, Adam og Eva, 1891, Statens Museum for Kunst
- Harald Slott-Møller, Dobbeltportræt af Amalie og Erik Skram, 1895, Bergen Offentlige Bibliotek
- Harald Slott-Møller, Primavera, 1900/1901, KUNSTEN Museum of Modern Art Aalborg
- Harald Slott-Møller, Pigen, der finder guldhornet, 1906, Haderslev Museum
- Harald Slott-Møller, Trækfuglene, 1909
- Harald Slott-Møller, Den internationale kommission for Slesvig, 1920, Folketinget
- Harald Slott-Møller, 14. März. Afstemningsplakat fra folkeafstemningen i 1920. Den afbillede by er Flensborg, hvis Mariekirke indgår i motivet
- Harald Slott-Møller, Hans Didrik Kloppenborg-Skrumsager, 1920-1923
- Harald Soltt-Møller, Portræt af Sigrid Undset, 1923, H. Aschehoung & Co, Oslo
- Harald Slott-Møller, Frugtbarheden, 1930

Udaterede malerier
- Harald Slott-Møller, Ung pige med blomster i håret siddende på et gærde